# لوكاس ميشالسكي
لوكاس ميشالسكي (بالبولندية: Łukasz Michalski)‏ هو منافس ألعاب قوى بولندي، ولد في 2 أغسطس 1988 في بيدغوشتش في بولندا.

## وصلات خارجية
- لوكاس ميشالسكي على موقع الاتحاد الدولي لألعاب القوى (الإنجليزية)
- لوكاس ميشالسكي على موقع الرابطة البولندية لألعاب القوى (البولندية)
- لوكاس ميشالسكي على موقع الدوري الماسي (الإنجليزية)
- لوكاس ميشالسكي على موقع أوليمبيديا (الإنجليزية)